# Автомобільна промисловість в Азербайджані
Автомобільна промисловість Азербайджану — галузь економіки Азербайджану.

## Огляд

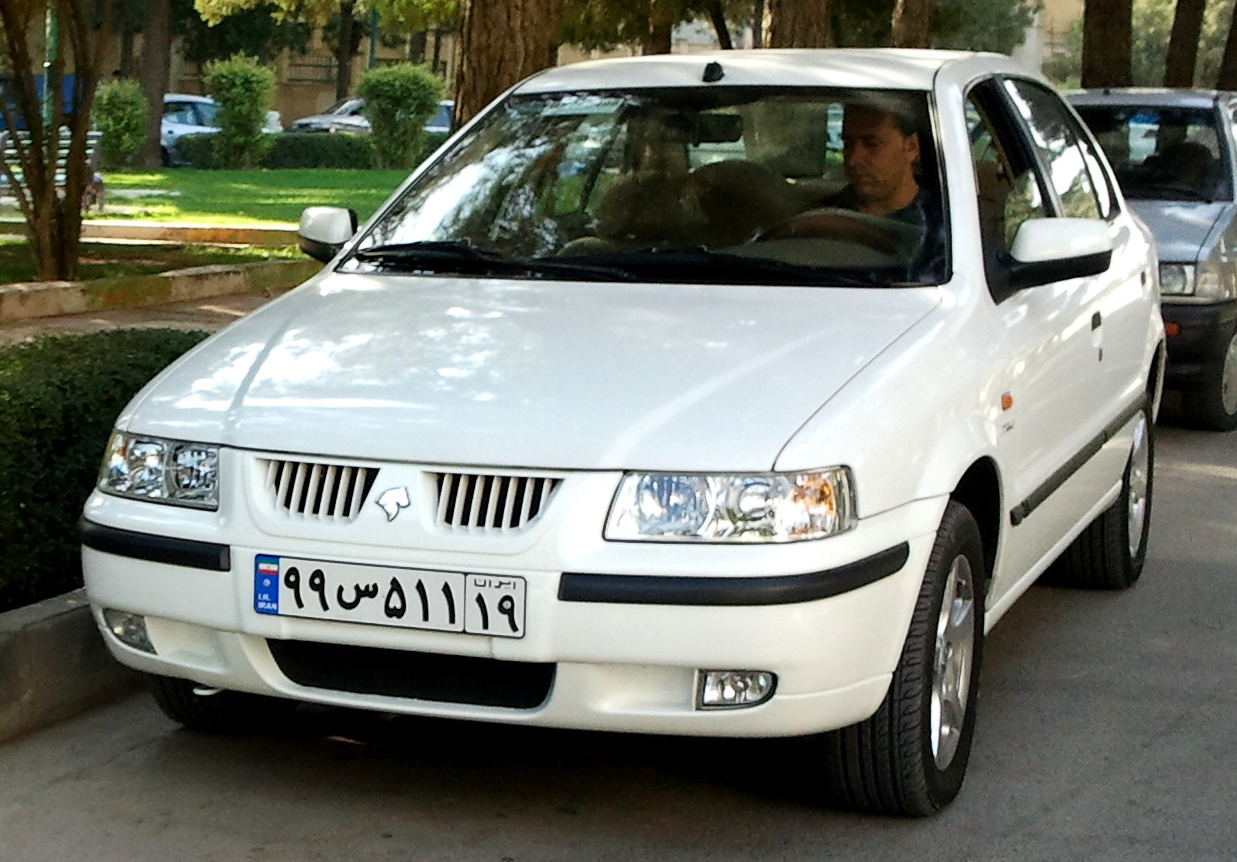
AzSamand Aziz (2005–2010)

У 1986 році  у місті Гянджа (на той час Кіровабад) розпочалося будівництво заводу під назвою КіАЗ (Кіровабадський автомобільний завод). Виробничі потужності заводу були розраховані на виробництво 30,000 автомобілів. Будівництво заводу за проектом повинно було закінчитися у 1989 році, але через розпад Радянського Союзу експлуатацію заводу було відкладено на невизначений термін. Лише у грудні 2004 року Гянджинський автомобільний завод (Gəncə Avtomobil Zavodu) був введений в експлуатацію, і у тому ж році був випущений перший автомобіль.
У 2006 році в місті Шамахи групою компаній «Evsen» був побудований автомобільний завод АзСаманд (AzSamand). Автомобілі даної марки випускаються під назвою Azsamand Aziz.
Нахічеванський автомобільний завод (Naxçıvan Avtomobil Zavodu) був заснований в Нахічеванській Автономній Республіці у 2006 році і був введений в експлуатацію у 2010 році. У 2009 році Нахічеванським автозаводом був укладений контракт на виробництво автомобілів з китайською компанією Lifan. На заводі заплановано складання чотирьох модифікацій автомобілів під брендом Lifan-NAZ: моделі Lifan-320, Lifan-520 (седан і хетчбек) і Lifan-620. У 2011 році планувалося скласти 1,000-1,500 автомобілів зокрема з автоматичною коробкою передач.

## Виробники

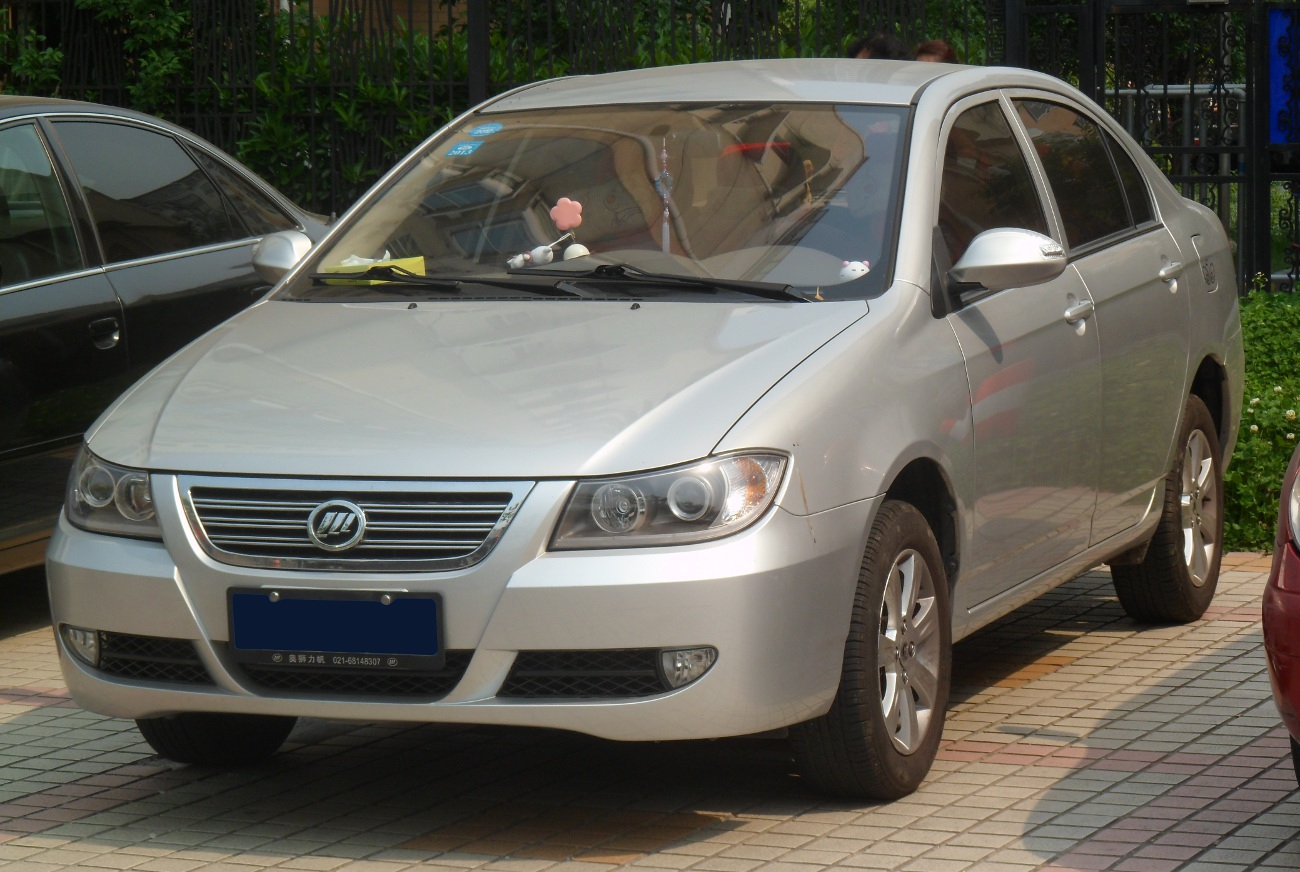
NAZ-Lifan 620 (2010–2013)

- Бакинський завод спеціалізованих автомобілів (БЗСА) (1977—1993)
- Гянджинський автомобільний завод[en] (1986—наш час)
- AzSamand[en] (2005—наш час)
- Нахічеванський автомобільний завод[en] (2006—наш час)[4]
- AzUniversal Motors (2013—наш час)
- Azermash OSC (2017—наш час)

## Обсяг виробництва за роками
| Рік  | Обсяг виробництва |
| ---- | ----------------- |
| 2014 | 669               |
| 2015 | 2,145             |
| 2016 | 415               |
| 2017 | 247               |
| 2018 | 1,453             |
| 2019 | 2,360             |
| 2020 | 1,949             |
| 2021 | 2,173             |
| 2022 | 2,049             |
| 2023 | 4,537             |